# Református imaház (Makó)

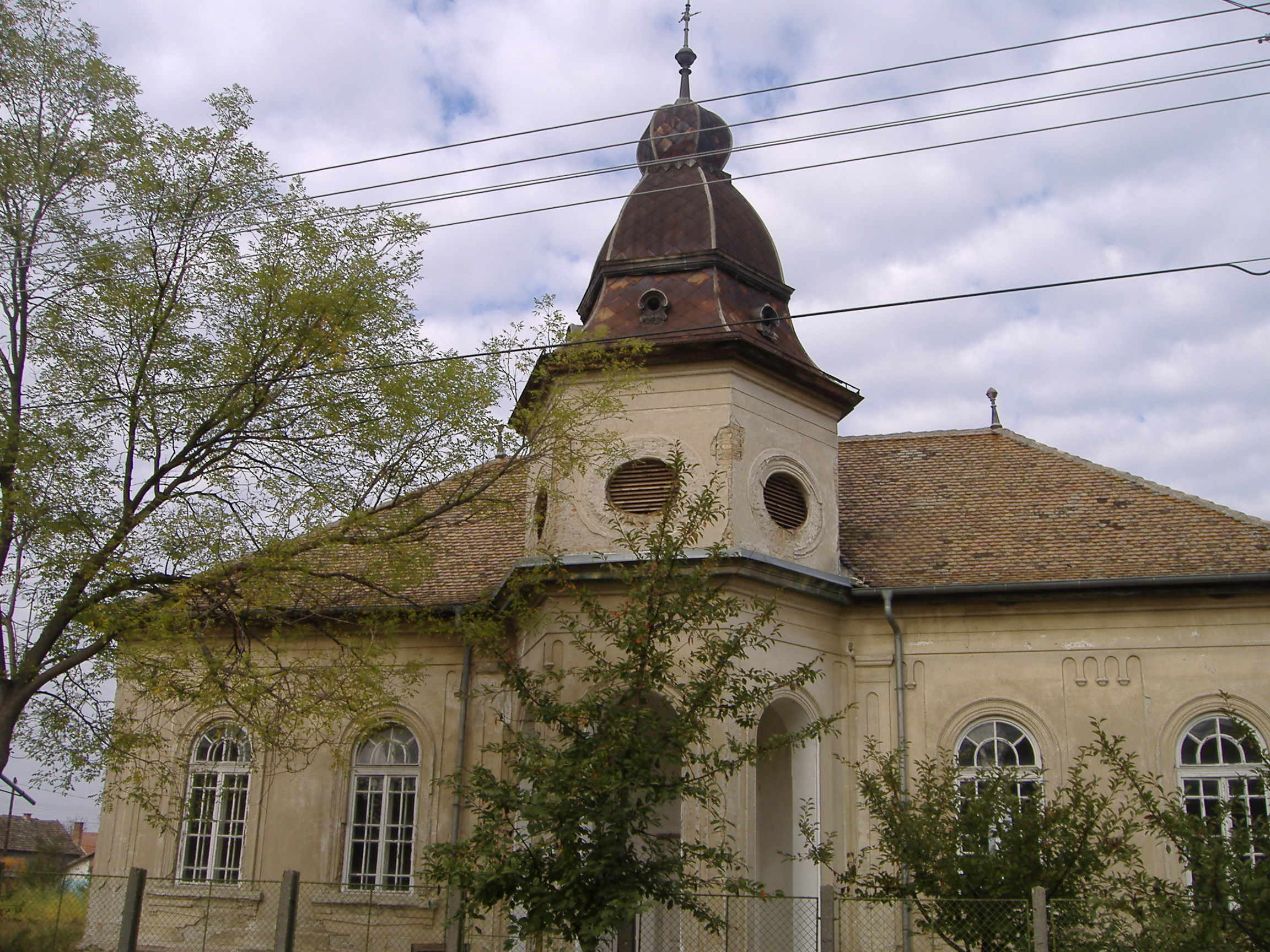
A református imaház a Királyhegyesi úton

A makói református imaház Honvéd városrészben található, azon területek egyikében, ahol a felekezetnek nincs saját temploma.
1929-ben épült fel a királyhegyesi úton; ekkora már sűrűn lakott terület volt Honvéd, és a református egyház jelentős közösségi életet alakított itt ki. Az imaházat látogató gyülekezetnek az épület átadásától egészen 1950-ig saját lelkésze is volt. Az istentiszteleteket vasárnap délután tartották; főleg a környéken lakó idősek látogatták, akik nem tudtak elmenni a belvárosi vagy az újvárosi templomba; de a városhoz relatíve közel lakó, tanyán élő családok is a honvédi gyülekezet tagjai voltak.
2002 óta nincs rendszeres istentisztelet az épületben; előzetes bejelentkezéssel azonban az ott konfirmált hívők találkozókat szoktak tartani, de visszajárnak aranylakodalmuk megünneplésére azok is, akik itt kötöttek házasságot. Az imaház állaga jelenleg erősen leromlott, az épület felújításra szorul. Az újvárosi egyházközség református idősek otthonává alakítaná át a kihasználatlan épületet, az önkormányzat részéről pedig lehetőségként felmerült, hogy roma közösségi ház kapjon benne helyet.